# Озера Польщі

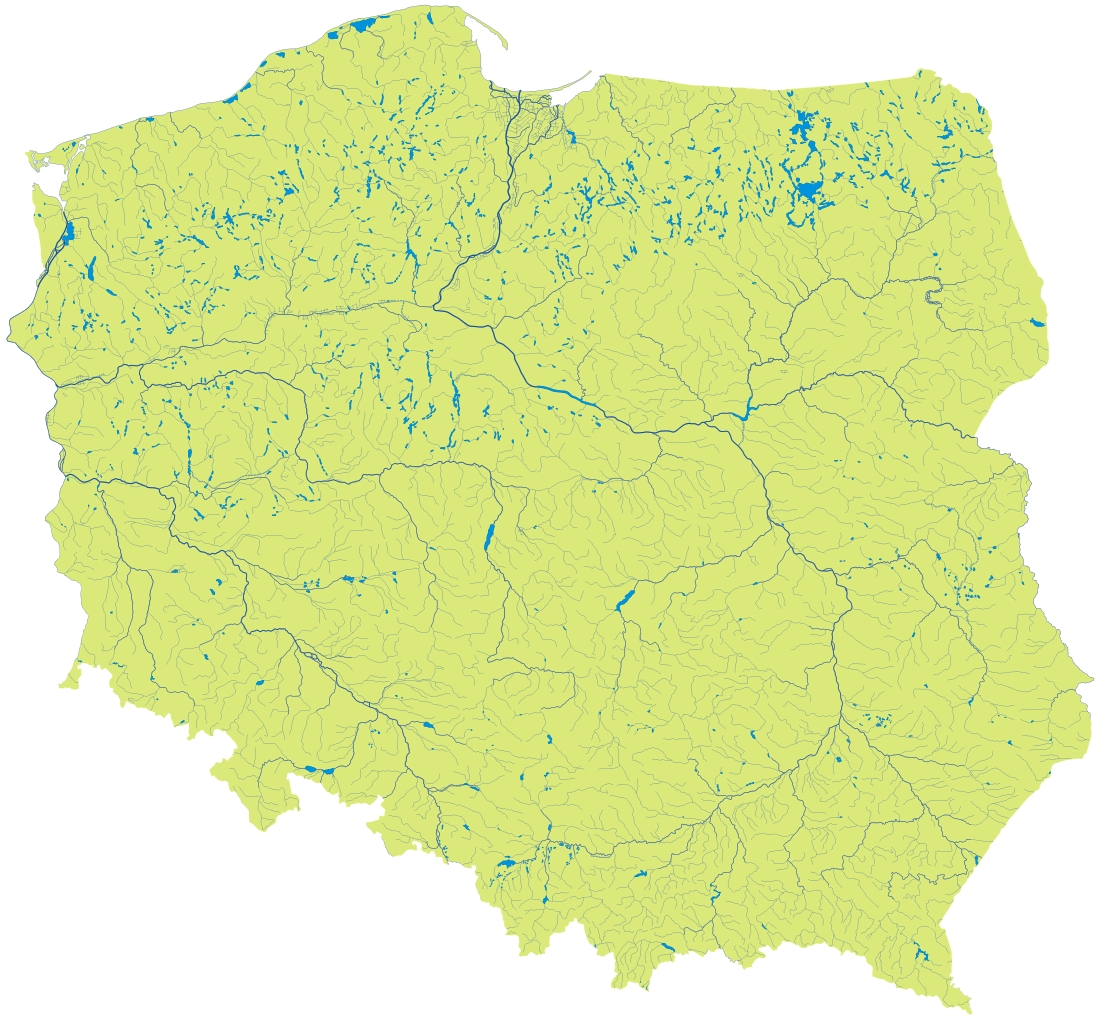
Гідрографічна мережа Польщі

## Польські озера
Польща є однією з європейських країн, яка багата озерами, що розташовані, в основному, в північній частині країни.
Переважна більшість озер у Польщі — льодовикові озера.
У Померанії є прибережні озера, утворені відрізаними від моря піщаними косами, які колись були затоками (Сарбско Лебсько, Озеро Довге Маленьке, Гардно, Вікко, Буково, Ямно і Лівія Луза).
Небагато в Польщі і гірських озер — Морське Око, Малий Став, Великий Став.

## Дослідження
Перше дослідження про кількість і розподіл озер в Польщі була робота Вінсента Поля з 1875, який дослідив 5673 озер між Одером і Дніпром. У 1925 з'явилися роботи С. Lencewicza, який склав список 6659 озер.
Порівняно з 1954 р. кількість озер знизилася приблизно до 2215. Це було пов'язано з швидким зникненням маленьких озер. Польські озера складають всього 0,9 % території країни. Для порівняння, у Швеції озера займають більше 8,5 % площі, а в Канаді, близько 7,6 відсотків.

## Найбільші озерареспубліки Польща
Найбільше озеро Польщі — о. Снярдви. Його площа становить приблизно 113,8 км², глибина 23 м. Входить до складу Мазурських озер, розташоване у Вармінсько-Мазурському воєводстві, на берегах озера розкинулись такі населенні пункти як: Нові Гути, Медвежий Руг, Попильно, Окартово.
А в нижче наведеній таблиці вказані найбільші озера Польщі.
| Назва озера   | Назва польською | Назва воєводство                | Площа (км²) | Басейн                       | Висота на рівнем моря, м | Фото |
| ------------- | --------------- | ------------------------------- | ----------- | ---------------------------- | ------------------------ | ---- |
| Снярдви       | Śniardwy        | Вармінсько-Мазурське воєводство | 113,8       | Піса                         | 117 м                    |      |
| Мамри         | Mamry           | Вармінсько-Мазурське воєводство | 104,4       | Анграпа                      | 116,2 м                  |      |
| Лебсько       | Łebsko          | Поморське воєводство            | 71,4        | Леба                         | 0,3 м                    |      |
| Домб'є        | Dąbie           | Західнопоморське воєводство     | 56,0        | Одра                         | 0,1 м                    |      |
| Мєдвє         | Miedwie         | Західнопоморське воєводство     | 35,3        | Плоня                        | 14,1                     |      |
| Єзьорак       | Jeziorak        | Вармінсько-Мазурське воєводство | 34,6        | Дрвенца                      | 99,4 м                   |      |
| Негоцін       | Niegocin        | Вармінсько-Мазурське воєводство | 26,0        | Піса                         | 116 м                    |      |
| Ґардно        | Gardno          | Поморське воєводство            | 24,7        | Лупава                       | 0,3 м                    |      |
| Ямно          | Jamno           | Західнопоморське воєводство     | 22,4        | вливається у Балтійське море | 0,1 м                    |      |
| Віґри         | Wigry           | Підляське воєводство            | 21,8        | Чорна Ганча                  | 131,9                    |      |
| Гопло         | Gopło           | Куявсько-Поморське воєводство   | 21,5        | Нотець                       | 77 м                     |      |
| Дравсько      | Drawsko         | Західнопоморське воєводство     | 19,7        | Нотець                       | 128.3 м                  |      |
| Рось          | Roś             | Вармінсько-Мазурське воєводство | 18,8        | Піса                         | 115 м                    |      |
| Талти         | Tałty           | Вармінсько-Мазурське воєводство | 18,1        | Піса                         | 116                      |      |
| Нідзьке озеро | Jezioro Nidzkie | Вармінсько-Мазурське воєводство | 17,5        | Піса                         | 117,7                    |      |